# Oxynoemacheilus banarescui
Oxynoemacheilus banarescui és una espècie de peix de la família dels balitòrids i de l'ordre dels cipriniformes.

## Etimologia
L'epítet banarescui fa referència a l'ictiòleg romanès Petre Mihai Bănărescu.

## Descripció
Fa 5,3 cm de llargària màxima.

## Hàbitat i distribució geogràfica
És un peix d'aigua dolça, demersal i de clima subtropical, el qual viu a Àsia: els rierols i rius amb grava i de substrat rocallós de la conca del riu Filyos (la conca de la mar Negra) a Turquia.

## Principals amenaces
La seua principal amenaça és la construcció de preses, ja que aquesta espècie no és capaç de sobreviure en aigua embassada. No obstant això, les preses del riu Filyos són per al control de les inundaciones i, per tant, llur impacte sobre la seua supervivència no és tan greu com hagués estat el cas de preses per a la producció d'energia hidroelèctrica.

## Observacions
És inofensiu per als humans i el seu índex de vulnerabilitat és baix (14 de 100).